# Matthieu Gosztola
 (février 2023).
Œuvres principales
1. Sur la musicalité du vide (2001 à 2003)
2. Matière à respirer (2003)
3. Recueil des caresses échangées entre Camille Claudel et Auguste Rodin (2008)
4. Débris de tuer (Rwanda 1994) (2010)
5. Nous sommes à peine écrits (2015)

Matthieu Gosztola, né le 4 octobre 1981 au Mans (Sarthe), est un écrivain, enseignant et critique littéraire français.

## Biographie
Docteur en littérature française — sa thèse porte sur Alfred Jarry et la Revue blanche — et agrégé de Lettres modernes, Matthieu Gosztola exerce les fonctions d’enseignant à Paris,, après avoir enseigné à l'Université du Maine.
Pianiste et compositeur de formation (sous la direction de Walter Chodack notamment), il donne des récitals, en tant qu'interprète ou improvisateur, qu'ils soient ou non reliés à la poésie comme lors du festival international MidiMinuitPoésie.
Selon France Culture, « il est […] aussi photographe, […] peintre [et] dessinateur ».
Il est engagé auprès d'Amnesty International, d'Unicef et défend la cause animale.

## Principales publications
(février 2023).

### Poésie
- Je ne suis pas encore né, Caravanes, Phébus, 2001.
- Travelling, Contre-allées, 2001.
- Sur la musicalité du vide, Atelier de l'agneau, 2001.
- Les voitures traversent tes yeux, Contre-allées, 2002.
- Sur la musicalité du vide 2, Atelier de l'agneau, 2003 (Prix des Découvreurs 2007).
- Recueil des caresses échangées entre Camille Claudel et Auguste Rodin, Éditions de l'Atlantique, 2008.
- J'invente un sexe à ton souvenir, Minuscule, 2009.
- Une caresse pieds nus, Contre-allées, 2009.
- Débris de tuer (Rwanda 1994), Atelier de l'agneau, 2010.
- Un seul coup d'aile dans le bleu (fugue et variations), Éditions de l'Atlantique, 2010.
- Ton départ ensemble, La Porte, 2011.
- Un père (chant), Encres Vives, 2011.
- La Face de l'animal, Éditions de l'Atlantique, 2011.
- Traverser le verre, syllabe après syllabe, La Porte, 2012.
- Rencontre avec Balthus, La Porte, 2013.
- Rencontre avec Lucian Freud, Éditions des Vanneaux, 2013.
- À jamais une rencontre, Éditions Henry, 2013.
- Etnachta, Éditions Le Chat qui tousse, 2013.
- Écrit sur l'eau, printemps-été, automne, hiver (3 vol.), La Porte, 2014.
- Lettres-poèmes, correspondance avec Gaudí,Éditions Abordo, 2014.
- Ton visage me tient ensemble, Contre-allées, 2014.
- Klimt, La Porte, 2015.
- Nous sommes à peine écrits, chemin vers Egon Schiele, Recours au poème éditeurs, 2015.
- La Face de l'animal, nouvelle édition revue, corrigée et augmentée, Éditions du Revif, 2015.
- Tu es et je voudrais être arbre aussi, Éditions Sitaudis, 2015.
- Incidences, La rivière échappée, collection Babel heureuse, 2015[Information douteuse].
- Jean et Jean-Pierre Giraudoux, La Porte, 2016.
- La danse, cette poésie du mouvement humain, La Porte, 2017.
- Ce masque, Éditions des Vanneaux, 2017.

### Essais
- Le génocide face à l'image, Éditions L'Harmattan, collection Questions contemporaines, 2012 (essai de philosophie politique en lien avec le cinéma et la photographie).
- Ariane Dreyfus, Éditions des Vanneaux, collection Présence de la poésie, 2012.
- La critique littéraire d'Alfred Jarry à "La Revue blanche", ANRT, 2012.
- Contre le nihilisme, Éditions de l'Atlantique, 2012.
- Alfred Jarry à "La Revue blanche", l'intense originalité d'une critique littéraire, Éditions L'Harmattan, collection Espaces littéraires, 2013.
- Alfred Jarry, critique littéraire et sciences à l'aube du XXe siècle, Éditions du Cygne, collection Portraits littéraires, 2013.
- Antoine Émaz, Éditions des Vanneaux, collection Présence de la poésie, 2014.
- Chroniques et critiques, volume coordonné et préfacé par Didier Bazy, Londres, Éditions de Londres, Collection (no 10), 2018.
- Michel Valprémy, Éditions des Vanneaux, collection Présence de la poésie, 2018.
- Jean-Paul Michel, "La surprise de ce qui est" [Actes du colloque éponyme organisé du 12 au 19 juillet 2016 à Cerisy-la-Salle], Classiques Garnier, collection Colloques de Cerisy-littérature, 2018 (Dir. avec Michaël Bishop).

### Livres d'artiste
- Entrer, Les cahiers des passerelles, 2015 (avec le plasticien Jean-Claude Guerrero).
- Matière à respirer, Création et Recherche, 2003 (en collaboration avec le photographe plasticien Claude Py).

### Photographie
- Visage vive, Gros Textes, 2011.
- Alors nous nous en irons et vivrons heureux et longtemps, Éditions des Vanneaux, 2018 (livre de photographies sur l'Islande et New York).